# علي حاذر
علي حاذر (من مواليد 17 أغسطس 1984) هو رياضي لبنان ينافس في العديد من الرياضات بما في ذلك العشاري، و110 متر حواجز و400 متر حواجز،  سجل وقت قياسي لبناني في البطولة العربية لألعاب القوى 2007 في سباق 400 متر، ضمن مسابقة العشاري، قدره 48.76 ثانية، محطم الرقم السابق الذي كان في حوزة اللاعب قاسم حمزه الذي سجله عام 1972 في أولمبياد ميونيخ،  أحرز ميدالية برونزية في البطولة العربية لألعاب القوى 2009 بعدما احتلّ المركز الثالث في المسابقة العشارية في دمشق مسجّلا 6287 نقطة،  ومثل بلاده في سباق 60 متر حواجز في بطولة العالم للعام 2012 داخل الصالات دون التقدم من الجولة الأولى.
كرمه الاتحاد اللبناني لألعاب القوى في ديسمبر 2010 وسلمه درعاً لحلوله في المركز الرابع في بطولة آسيا لألعاب القوى داخل الصالات 2010.
شقيقه الأصغر أحمد حازر رياضي أيضًا.

## المسابقات الدولية
| العام             | المسابقة                                    | المكان            | المركز            | حدث               | ملاحظة                                                           |
| ينافس لصالح لبنان | ينافس لصالح لبنان                           | ينافس لصالح لبنان | ينافس لصالح لبنان | ينافس لصالح لبنان | ينافس لصالح لبنان                                                |
| ----------------- | ------------------------------------------- | ----------------- | ----------------- | ----------------- | ---------------------------------------------------------------- |
| 2005              | الجامعية الصيفية ‏                           | بانكوك            | 9                 | Decathlon         | 5520 pts ‏                                                        |
| 2006              | بطولة آسيا لألعاب القوى داخل الصالات 2006   | طهران             | 9                 | Heptathlon        | 4539 pts ‏                                                        |
| 2006              | ألعاب القوى في دورة الألعاب الآسيوية 2006   | الدوحة            | 10 (h)            | 400 متر حواجز     | 55.55                                                            |
| 2006              | ألعاب القوى في دورة الألعاب الآسيوية 2006   | الدوحة            | 11                | Decathlon         | 5440 pts ‏                                                        |
| 2007              | الجامعية الصيفية ‏                           | بانكوك            | 13                | Decathlon         | 5295 pts ‏                                                        |
| 2007              | ألعاب القوى في دورة الألعاب العربية 2007    | القاهرة           | 4                 | Decathlon         | نتائج ألعاب القوى في دورة الألعاب العربية 2007                   |
| 2008              | بطولة آسيا لألعاب القوى داخل الصالات 2008   | الدوحة            | 11 (h)            | 400 m             | 50.72                                                            |
| 2009              | الجامعية الصيفية ‏                           | بلغراد            | 53 (h)            | 200 m             | 22.63                                                            |
| 2009              | الجامعية الصيفية ‏                           | بلغراد            | 37 (h)            | 400 m             | 49.41                                                            |
| 2009              | الجامعية الصيفية ‏                           | بلغراد            | –                 | Decathlon         | DNF                                                              |
| 2009              | Jeux de la Francophonie ‏                    | بيروت             | 7                 | Decathlon         | 6716 pts ‏                                                        |
| 2009              | البطولة العربية لألعاب القوى 2009           | دمشق              | 3                 | Decathlon         | 6287 pts                                                         |
| 2009              | بطولة آسيا لألعاب القوى 2009                | غوانزو            | 8                 | Decathlon         | بطولة آسيا لألعاب القوى 2009 – رجال عشاري ‏                       |
| 2010              | بطولة آسيا لألعاب القوى داخل الصالات 2010   | طهران             | 4                 | Heptathlon        | 4813 pts ‏                                                        |
| 2011              | ألعاب القوى في دورة الألعاب العربية 2011    | الدوحة            | 4                 | Decathlon         | نتائج ألعاب القوى في دورة الألعاب العربية 2011                   |
| 2012              | بطولة العالم لألعاب القوى داخل الصالات 2012 | إسطنبول           | 28 (h)            | 60 متر حواجز      | بطولة العالم لألعاب القوى داخل الصالات 2012 – رجال 60 متر حواجز ‏ |
| 2013              | البطولة العربية لألعاب القوى 2013           | الدوحة            | 4                 | Decathlon         | 6799 pts                                                         |
| 2013              | بطولة آسيا لألعاب القوى 2013                | بونه              | 15 (h)            | 400 متر حواجز     | بطولة آسيا لألعاب القوى 2013 – رجال 400 متر حواجز ‏               |
| 2013              | بطولة آسيا لألعاب القوى 2013                | بونه              | –                 | Decathlon         | بطولة آسيا لألعاب القوى 2013 – رجال عشاري ‏                       |
| 2013              | Jeux de la Francophonie ‏                    | نيس               | 11 (h)            | 400 متر حواجز     | 54.73                                                            |
| 2014              | بطولة آسيا لألعاب القوى داخل الصالات 2014   | هانغتشو           | 14 (h)            | 60 متر حواجز      | 8.67                                                             |
| 2014              | ألعاب القوى في دورة الألعاب الآسيوية 2014   | إنتشون            | 17 (h)            | 400 متر حواجز     | 54.66                                                            |
| 2016              | بطولة آسيا داخل الصالات                     | الدوحة            | 13 (h)            | 60 متر حواجز      | 8.64                                                             |

## النتائج الشخصية
في الهواء الطلق:  
- 100 متر – 10.97 (+1.2 م/ث، بيروت 2009)
- 200 متر – 22.11 (+0.6 م/ث، كولين 2016)
- 400 متر – 49.02 (يبيريتش 2014)
- 1500 متر – 4:42.33 (بيروت 2009)
- 110 متر حواجز – 14.69 (+0.8 م/ث، بيروت 2009)
- 400 متر حواجز – 53.37 (بيروت 2016) رقم قياسي لبناني
- قفز عالي – 1.87 (بيروت 2009)
- قفز بالزانة – 3.50 (بيروت 2009)
- قفز طويل – 6.63 (+0.1 م/ث، الدوحة 2011)
- دفع الثقل – 11.91 (الدوحة 2011)
- رمي القرص – 35.99 (قوانغتشو 2009)
- رمي الرمح – 45.62 (الدوحة 2011)
- العشاري – 6716 (بيروت 2009)

داخل الصالات:
- 60 متر – 7.16 (طهران 2010)
- 200 متر – 22.50 (براغ 2014) رقم قياسي لبناني
- 400 متر – 50.72 (الدوحة 2008)
- 1000 متر – 2:52.32 (طهران 2010) رقم قياسي لبناني
- 60 متر حواجز – 8.51 (براغ 2014)
- قفز عالي – 1.83 (طهران 2010)
- قفز بالزانة – 3.40 (طهران 2010) رقم قياسي لبناني
- قفز طويل – 6.43 (	طهران 2010)
- دفع الثقل – 11.59 (طهران 2010) رقم قياسي لبناني
- السباعي – 4813 (طهران 2010) رقم قياسي لبناني

## روابط خارجية
- علي حازر على موقع الاتحاد الدولي لألعاب القوى (الإنجليزية)